# Under Attack (album)
Pour les articles homonymes, voir Under Attack.
Albums de Destruction
Spiritual Genocide
(2012) Born To Perish
(2019)
Under Attack est le treizième album studio du groupe de thrash metal allemand Destruction, sorti le 13 mai 2016.

## Liste des titres
| 1.    | Under Attack                  | 6:13 |
| 2.    | Generation Nevermore          | 4:04 |
| 3.    | Dethroned                     | 4:50 |
| 4.    | Getting Used to the Evil      | 6:08 |
| 5.    | Pathogenic                    | 4:27 |
| 6.    | Elegant Pigs                  | 3:40 |
| 7.    | Second to None                | 5:11 |
| 8.    | Stand Up for What You Deliver | 4:20 |
| 9.    | Conductor of the Void         | 4:33 |
| 10.   | Stigmatized                   | 4:12 |
| 47:38 |                               |      |

## Composition du groupe

### Destruction
- Marcel « Schmier » Schirmer - Chant et basse
- Mike Sifringer - Guitare
- Wawrzyniec « Vaaver » Dramowicz - Batterie